# Emanuela Sansone
Emanuela Sansone (Palermo, 1879 – Palermo, 27 dicembre 1896) è stata una ragazza italiana, prima donna vittima della mafia
.

## Biografia
Emanuela era la primogenita di Salvatore Sansone e di Giuseppina Di Sano proprietari di una bottega di generi alimentari a Palermo nei pressi della zona Giardino Inglese, attuale parco Piersanti Mattarella. Aveva due fratelli, Salvatore e Giuseppe.

## Omicidio
La sera del 27 dicembre 1896 alcuni proiettili ferirono Giuseppina alla spalla  ed uccisero Emanuela. Presumibilmente l'episodio fu una ritorsione per il sospetto che la madre di Emanuela li avesse denunciati per fabbricazione di banconote false.
Dopo l'omicidio della figlia la donna iniziò a collaborare con la giustizia, divenendo di fatto la prima donna collaboratrice di giustizia. L'episodio viene descritto nei rapporti del questore di Palermo Ermanno Sangiorgi.